# 長瀬サエコ
ナガセ サエコ（ながせ さえこ）は、日本のタレント。ビューティーデザイナー。アーティスト
身長166cm。スリーサイズB82cm W58cm H83cm。血液型A型。本名非公開。法政大学経済学部経済学科卒。生島企画室 に長年在籍していたが、2017年9月末日に退所しハワイに渡米。ビューティデザイナーとして活動を続け、翌年帰国後は日本のみではなく上海でも活動を行う。中目黒トータルビューティサロン＆スタジオ「marvelous」主催。

## 来歴
高校生の頃、知人の勧めでモデル活動をスタートし、CMや雑誌などに出演。
法政大学卒業後、音楽事務所への紹介をきっかけに、アーティストとしての表現に一気に魅了される。ギターも始め、作詞作曲活動も並行して行うようになる。
98年、写真詩集「孤独の彼方」（シンコーミュージック）発売と同時期に、ポニーキャニオンよりアルバム「境界線の向こう側」でアーティストとしてメジャーデビュー。デビュー前に中野サンプラザで行われた尾崎豊のバースディライブにゲスト出演したという経歴もある。
同時にギターメーカーモーリスと契約。尾崎豊のアルバムを発売したことがきっかけで大人も読める絵本の出版も２冊発売。コラム連載やTV、ラジオ出演などを行い、また写真集やDVDのアート＆フォトディレクターも手がけるなど、マルチアーティストとして多方面で活動する。
その後アーティスト活動中に、学生時代の怪我の後遺症や腰の病気の再発のため、療養生活を余儀なくされ、芸能活動は一時中断。その中で健康の重要性を再認識し、自らの病気の克服と自然治癒力を高めるため、療養の一方で独自のエクササイズを考案し始める。
復帰後は、さまざまな経験を生かし、エクササイズだけでなく、美容・ライフスタイル・メンタルケア等をトータルにアドバイスする「ビューティ・デザイナー」として活動。タレントやモデルへのアドバイザーとして信頼を得、ビューティデザイナーとして、雑誌やTV・ラジオ出演、コラム執筆など、幅広く活動中。
ストレッチからエクササイズ、食生活や肌のお手入れ法までキレイなカラダづくりのすべてを指導する「ビューティデザイナー」として、長年続けているフィジカル・トレーニングを生かし、ジムだけでなく、自宅でも出来るエクササイズを自ら考案。数多くのモデルやタレントにアドバイスを行い、理想のカラダづくりに導いている。
「肩甲骨スクワット」の第一人者としても知られ、「血液型ダイエット」の提唱者でもある。
2017年9月末日にて数年在籍した生島企画室を離れることをブログで報告。活動の拠点を海外にも移しながら今後も活動を続けることを報告している。
2019年4月、尾崎豊を始めとする昭和歌謡のエンターテイメントバンド「マーヴェリック」を結成。赤坂ライブハウスをホームグランドに音楽活動を再開する。恵比寿や横浜、横須賀などでもライブ活動を行い、昭和歌謡だけではなくオールディース、ジャズなどシーンに合わせてオリジナリティあふれるパフォーマンスを披露。原曲に負けないカヴァーバンドとして活動を行う。
2021年９月、自身のYouTubeチャンネル「ナガセサエコchannel」開設
2022年6月、ショップチャンネル新商品ゲスト出演スタート。「ブラックバーン＆モイスト」のメインプレゼンターとしてレギュラー的に出演している。

## 人物
音楽活動を始めたころ、長瀬サエコの当時のマネージャーが、長瀬が尾崎豊の「OH MY LITTLE GIRL」の歌声を聴き、たぐいまれな表現力を見出し生前の尾崎豊のプロデューサーであった須藤晃氏に映像付きのデモテープを送ったという。その際に「尾崎君にそっくりだ」ということをきっかけに尾崎豊の初のカバーアルバムを発売することになったというエピソードがある（当時のマネージャー談）
また同アルバムには当時の尾崎豊のバンドメンバー、アレンジャー担当の西本明氏や町支寛二氏などが全面アレンジャーを担当。
メジャーデビュー前には長瀬の表現力の豊かさに異例の出演が決まり、結果的には2年連続出場する。
初回のライブは尾崎の代表曲「15の夜」の補作詞として「最後の夜」というタイトルで作詞、歌い上げる途中で感極まり涙を流しながらも最後まで歌い上げたというエピソードもある。

## 出版物
- DVDブック「スローウォーキング」（アスコム）
- 単行本「ナガセ式『肩甲骨スクワット』で[即効]美やせ！」(扶桑社)
- 写真詩集「孤独の彼方」(シンコー・ミュージック)
- 絵本「ミミがくれたもの」(新風舎)
- 絵本「ふしぎなキモチ」(レアルタ)
- DVD「ナガセサエコのスーパースリム・ダイエット」(アクセス)
- CD「境界線の向こう側」(ポニー・キャニオン)
- CD-ROM写真集「Ambitious」(スーパーメディア21)
- ROM写真集「Bayside Blue」(スーパーメディア21)

## 出演

### TV
・2022.6月〜：TV「ショップチャンネル」メインゲストとして出演
・MXTV「Bayside cafe」番組メインキャスター
・スカパーチャンネル「長瀬サエコのスーパースリムエクササイズ」
・鹿児島テレビ放送（フジテレビ系）「ナマ・イキVOICE」出演
・TV「ショップチャンネル」アクアココス・メインゲスト出演（2014-2017）

### radio
・「bayside cafe」お台場FMレインボーステーションDJ
・TBSラジオ「生島ヒロシのおはよう一直線」準レギュラー出演

### 雑誌
・「ダヴィンチ」
・「Body＋」「VOCE」「からだにいいこと」「ar」「健康」「マイナビウーマン」他多数
・日刊スポーツ：腰痛やヒザ痛対策エクササイズ　コラム出演
・TOTO美容記事連載中（2016-）

### セミナー講演他
・「Body+」ビューティイベントin東京ビッグサイト：１００名収容会場にて公開レッスン開催
・「六本木NBH」にてビューティエクササイズ講師 レギュラー担当（2013-2014） 
・ハリウッド化粧品セミナー「トップリーダーの心得」講演
・ニッセイセミナー講演「美容と健康」
・モデルタレント著名人などのプライベート講師
・スタジオマーヴェラス主催レッスン講師